# Războiul Ruso-Polon din 1792
Războiul Ruso-Polon din 1792 (numit și Războiul celei de a Doua Împărțiri și, în sursele poloneze, Războiul de Apărare a Constituției de la 3 Mai) a fost purtat între Uniunea Polono-Lituaniană de o parte și, de cealaltă parte, Confederația de la Targowica (nobilimea conservatoare a Uniunii, care se opunea noii Constituții din 3 mai 1791) și Imperiul Rus sub Ecaterina cea Mare.
Războiul a avut loc pe două teatre: unul de nord în Lituania și unul de sud în ceea ce este astăzi Ucraina. În ambele, forțele poloneze s-au retras în fața forțelor ruse superioare numeric, deși au opus o rezistență semnificativ mai mare în sud, datorită conducerii eficiente a comandanților polonezi: prințul Józef Poniatowski și Tadeusz Kościuszko. Conflictul a durat trei luni în care s-au purtat mai multe bătălii, dar niciuna din tabere nu a obținut o victorie decisivă. Cel mai mare succes al forțelor poloneze a fost înfrângerea uneia dintre formațiunile rusești în bătălia de la Zieleńce⁠(d) din 18 iunie; în urma bătăliei, a fost înființată cea mai înaltă decorație militară poloneză, Virtuti Militari. Cel mai mare succes al rușilor în acest război a fost bătălia de la Mir⁠(d) din 31 mai/11 iunie. Războiul s-a încheiat când regele polonez Stanisław August Poniatowski a decis să caute o soluție diplomatică, a cerut încetarea focului⁠(d) cu rușii și s-a alăturat Confederației de la Targowica, așa cum ceruse Imperiul Rus.

## Context

### Declinul Uniunii Polono-Lituaniene
Până la începutul secolului al XVIII-lea, magnații Poloniei și Lituaniei⁠(d) controlau statul – sau mai degrabă, reușiseră să se asigure că nu vor fi efectuate reforme care ar putea slăbi statutul lor privilegiat („Libertățile de Aur”). Prin abuzul de regula liberum veto, care permitea oricărui deputat să blocheze procedurile Sejmului (parlamentul Uniunii), deputați mituiți de magnați sau de puteri străine, cei pur și simplu mulțumiți în credința că trăiesc într-o „Epocă de Aur” fără precedent, au paralizat guvernul Uniunii vreme de peste un secol.
Ideea reformării Uniunii a câștigat teren începând cu mijlocul secolului al XVII-lea; această mișcare reformistă a fost însă privită cu suspiciune nu numai de magnați, ci și de țările vecine, care erau mulțumite de deteriorarea Uniunii și detestau gândul unei puteri renăscute și, mai rău, democratice la granițele lor. După ce armata Uniunii⁠(d) a fost redusă la aproximativ 16.000 de oameni, vecinilor le-a devenit ușor să intervină direct (Armata Imperială Rusă număra în total 300.000 de soldați; Armata Prusiei și Armata Imperială a Sfântului Imperiu Roman⁠(d), câte 200.000 fiecare).

### Încercările de reformă
O oportunitate majoră de reformă s-a prezentat în timpul „Marelui Sejm⁠(d)” din 1788–1792. Vecinii Poloniei erau preocupați de războaie și incapabili să intervină cu forța în treburile poloneze. Imperiul Rus și Arhiducatul Austriei erau angajate în ostilități cu Imperiul Otoman (Războiul Ruso-Turc din 1787–1792 și Războiul Austro-Turc, 1787–1791); rușii s-au trezit luptând simultan și în Războiul Ruso-Suedez din 1788–1790⁠(d). O nouă alianță între Uniunea Polono-Lituaniană și Prusia⁠(d) părea să ofere securitate împotriva intervenției ruse, și la 3 mai 1791 a fost citită și adoptată noua constituție, cu un sprijin popular copleșitor.
După ce s-au încheiat războaiele dintre Turcia și Rusia și cel dintre Suedia și Rusia⁠(d), țarina Ecaterina s-a înfuriat din cauza adoptării documentului, despre care credea că amenința influența rusă în Polonia. Rusia privea Polonia ca pe un protectorat de facto. „Cele mai proaste știri posibile au sosit de la Varșovia: regele polonez a devenit aproape suveran”, a fost reacția unuia dintre principalii autori pe teme de politică externă ai Rusiei, Alexandr Bezborodko⁠(d), când a aflat de noua constituție. Regatul Prusiei se opunea ferm noii constituții poloneze, iar diplomații polonezi au primit o notă că noua constituție schimbă statul polonez atât de mult încât Prusia nu mai consideră că are obligații față de el. La fel ca Rusia, Prusia era îngrijorată că statul polonez recent consolidat ar putea deveni o amenințare, iar ministrul prusac de externe, Friedrich Wilhelm von Schulenburg-Kehnert, le-a spus clar și cu o rară sinceritate polonezilor că Prusia nu sprijină constituția și că refuză să ajute Uniunea sub orice formă, chiar și ca mediator, deoarece nu era în interesul Prusiei să vadă Uniunea întărită astfel încât să poată amenința Prusia într-un viitor oarecare. Omul de stat prusac Ewald Friedrich von Hertzberg⁠(d) a exprimat temerile conservatorilor europeni: „polonezii au dat lovitura de grație monarhiei prusace votând o constituție”, precizând că o Uniune puternică va cere, probabil, restituirea teritoriilor dobândite de Prusia în Prima Împărțire.
Constituția nu a fost adoptată fără disidență nici în interiorul Uniunii. Magnații care se opuneau proiectului de constituție încă de la început, și anume Franciszek Ksawery Branicki⁠(d), Stanisław Szczęsny Potocki⁠(d), Seweryn Rzewuski⁠(d) și Szymon⁠(d) și Józef Kossakowski⁠(d), i-au cerut țarinei Ecaterina să intervină și să le restabilească privilegiile, cum ar fi legile cardinale⁠(d) rusești abolite prin noua constituție. În acest scop, acești magnați au format Confederația de la Targowica. Proclamația Confederației, pregătită la Sankt Petersburg în ianuarie 1792, critica constituția pentru că ar contribui, în propriile lor cuvinte, la „contagiunea ideilor democratice” urmând „exemplele fatale date la Paris”. Acesta a afirmat că „Parlamentul ... a încălcat toate legile fundamentale, a măturat toate libertățile nobilimii și, la 3 mai 1791 s-a transformat într-o revoluție și o conspirație.” Confederații și-au declarat intenția de a înăbuși această revoluție. „Nu putem face decât să ne întoarcem cu încredere către țarina Ecaterina, o împărăteasă distinsă și corectă, prietena și aliatul nostru vecin”, care „respectă nevoia de bunăstare a națiunii și îi oferă mereu o mână de ajutor”, scriau ei. Confederații s-au aliniat cu țarina Ecaterina și i-au cerut intervenția militară. La 18 mai 1792, ambasadorul Rusiei în Polonia, Iakov Bulgakov⁠(d), a înmânat o declarație de război ministrului polonez de externe Joachim Chreptowicz⁠(d). Armatele ruse au intrat în Polonia și Lituania în aceeași zi, declanșând războiul.

## Forțele opuse

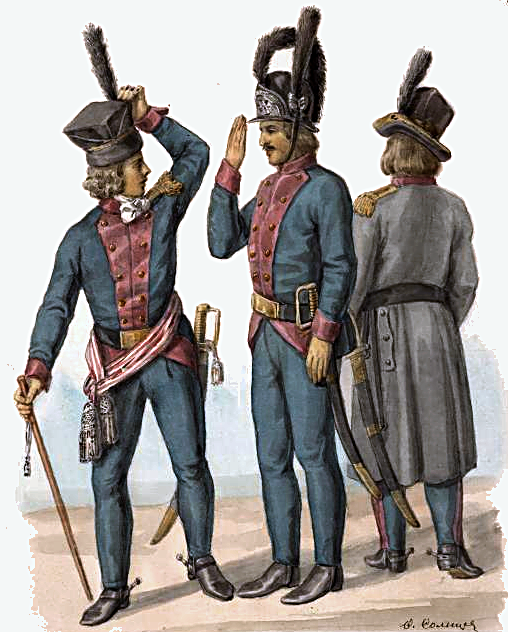
Soldați ai Regimentului 3 de Infanterie Lituanian în 1792

Armata rusă număra aproape 98.000 de oameni. Acesta era comandată de generalii supremi⁠(d) Mihail Krecetnikov⁠(d) și Mihail Kahovski⁠(d). Rușii aveau un avantaj și din experiența de luptă. Planul lor prevedea ca Kahovski să avanseze prin Ucraina, cucerind Kamieniec Podolski, Chełm și Lublin și să se apropie de capitala poloneză Varșovia din sud. Krecetnikov urma să avanseze prin Minsk, Wilno, Brześć Litewski și Białystok și să se apropie de Varșovia dinspre nord, unde urma să facă joncțiunea cu Kahovski. Rușii aveau o rețea bună de informații în Polonia și erau în mare parte conștienți de distribuția și puterea armatei poloneze; polonezii, în schimb, aveau mult mai puține informații, primind rapoarte contradictorii și adesea eronate și nu au fost siguri dacă va începe războiul nici în momentul în care trupele ruse au trecut granița.
Stanisław August Poniatowski, regele Uniunii Polono-Lituaniene, era comandantul suprem⁠(d) al forțelor poloneze, dar în practică a delegat această funcție nepotului său, prințul Józef Poniatowski. Poniatowski dispunea, teoretic, de o armată a Coroanei în număr de 48.000 și o armată lituaniană cu ceva mai mult de jumătate din această dimensiune. În practică, forțele poloneze, încă în curs de formare în urma reformelor Constituției din 3 mai (care prevedea o dimensiune a armatei de 100.000) erau doar 37.000. Armata era în reorganizare, documentele-cheie privind numerele și componența unităților fuseseră adoptate abia în aprilie; ea era și lipsită de echipament și de personal cu experiență.
În colțul de sud-est al țării – teritoriile ucrainene – forțele poloneze erau concentrate inițial separat în trei regiuni ale frontului așteptat, sub conducerea lui Tadeusz Kościuszko, Michał Wielhorski⁠(d) și prințul Poniatowski însuși. Armata Coroanei Polone din Ucraina, condusă de prințul Poniatowski și susținută de Kościuszko, avea aproximativ 17.000, 21.000 sau 24.000 de oameni (Derdej face distincția între forța primară de 17.000 și divizia de rezervă a prințului Michał Lubomirski⁠(d), de 4.500 de oameni). Pe teatrul de război din sud-est, ei s-au confruntat cu o armată inamică de aproape patru ori mai mare sub comanda generalului Mihail Kahovski, care avea sub comanda lui aproximativ 64.000 de oameni. Forțele lui Kahovski erau împărțite în patru corpuri: 1, de 18.000 de oameni, sub comanda generalului Mihail Golenișcev-Kutuzov; 2, sub generalul Ivan Dunin; 3, sub generalul Wilhelm Derfelden⁠(d); și 4, sub generalul Andrei Levanidov⁠(d). Confederații de la Targowica nu reprezentau nicio putere reală; iar încercările lor de a aduna sprijin popular în Polonia la trecerea granițelor au eșuat lamentabil, doar câteva zeci de oameni alăturându-li-se la început; mai târziu, numărul lor avea să crească, dar nu semnificativ, și nici rușii nu i-au considerat a avea vreo valoare militară, ținându-i departe de linia frontului.
În Lituania, armata lituaniană a Uniunii număra aproximativ 15.000 de oameni, cu un detașament suplimentar al Coroanei de aproximativ 3000 de oameni. Ea era comandată de ducele Louis de Württemberg. Württemberg nu a făcut planuri de război, iar trupele nu erau pregătite pentru acțiune la începutul războiului. Armata rusă din acel teatru sub comanda generalului Mihail Krecetnikov avea 33.700 de oameni sau 38.000 de oameni. Și această armată rusă era împărțită în patru corpuri: primul comandat de unul dintre liderii confederației de la Targowica, Szymon Kossakowski⁠(d) cu 7300 de oameni, al doilea sub generalul Boris Mellin, cu 7000, al treilea sub generalul Iuri Dolgorukov, cu 15.400 și al patrulea, sub generalul Ivan Fersen, de 8300 de oameni.
Forțe poloneze suplimentare, de aproximativ 8.000 de oameni, urmau să se concentreze la Varșovia ca rezervă sub comanda personală a regelui Poniatowski.
Tadeusz Kościuszko a propus un plan în care întreaga armată poloneză să fie concentrată și să angajeze una dintre armatele ruse, pentru a asigura paritatea numerică și pentru a ridica moralul forțelor poloneze în mare parte neexperimentate cu o victorie rapidă; acest plan a fost însă respins de prințul Poniatowski. (Cu doar câteva luni înainte, totuși, ambii comandanți aveau fiecare ideea exact opusă – Poniatowski dorea ca trupele să fie concentrate, iar Kościuszko, să le disperseze). Poniatowski plănuia și să evite luptele serioase în prima fază a războiului, sperând să primească întăririle prusace așteptate de 30.000 de oameni, care să aducă paritatea celor două părți.

## Războiul

### Teatrul sudic
Primele forțe rusești au trecut granița în Ucraina polonă în noaptea de 18/19 mai 1792. Rușii de pe acel teatru aveau să întâmpine mult mai multă rezistență decât se așteptau, deoarece comandanții de vârf ai Uniunii, prințul Poniatowski și Kościuszko erau staționați acolo. Kościuszko s-a alăturat prințului Poniatowski lângă Janów pe 29 mai. Armata Coroanei era considerată prea slabă pentru a se opune celor patru coloane de armate inamice care avansau în vestul Ucrainei și a început o retragere în luptă spre partea de vest a râului Bug de Sud, spre Lubar și Połonne, cu Kośiuszko comandând ariergarda. În fața unei inferiorități numerice semnificative a forțelor sale și cu întăriri promise de către regele Poniatowski, prințul Poniatowski a hotărât să abandoneze Ucraina și să se mute în Volânia, unde Połonne urma să fie fortificată ca punct defensiv major și unde Lubomirski a fost însărcinat cu adunarea proviziilor.

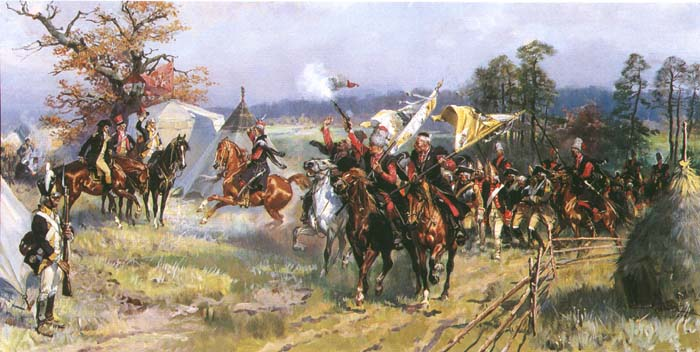
După, de Wojciech Kossak

Pe 14 iunie, unitatea lui Wielhorski a fost învinsă în bătălia de la Boruszkovce⁠(d). Pe 17 iunie, Poniatowski a primit în sfârșit întăririle așteptate, aproximativ 2.000 de soldați conduși de Michał Lubomirski. A doua zi, polonezii, conduși de prințul Poniatowski, au învins una dintre formațiile ruse ale generalului Irakli Morkov în bătălia de la Zieleńce⁠(d) din 18 iunie. Victoria a fost sărbătorită de regele Poniatowski, care a trimis noile medalii Virtuti Militari conducătorilor de campanie și soldaților, ca fiind „primele de la Ioan al III-lea Sobieski”.
Forțele rusești au continuat însă să avanseze. Sub comanda lui Józef Poniatowski, armata poloneză s-a retras în bună ordine, cedând inamicului mai puternic după cum era necesar pentru a evita anihilarea. La începutul lunii iulie, lângă Dubno, prințul Poniatowski și Kościuszko au fost trădați de Michał Lubomirski, care fusese însărcinat de regele Poniatowski să aprovizioneze trupele; Lubomirski s-a alăturat în schimb taberei ruse și fie a ascuns proviziile pentru armata poloneză, fie le-a transmis direct rușilor. Lubomirski era, totuși, un magnat puternic și a durat până la sfârșitul lunii mai pentru ca regele să-l demită oficial din funcția sa de comandă. În aproximativ o lună de la invazia rusă, polonezii se retrăseseră în mare parte din Ucraina. Pe 7 iulie, forțele lui Kościuszko au luptat cu rușii la Volodîmîr-Volînskîi (bătălia de la Włodzimierz). Între timp, armata lui Poniatowski s-a retras pe râul Bug, unde unitățile lui Kościuszko au luptat la 18 iulie în bătălia de la Dubienka⁠(d), terminată nedecis. Cu aproximativ 5.300 de soldați, Kościuszko a învins atacul a 25.000 de ruși sub comanda generalului Mihail Kahovski⁠(d). Kośicuszko a trebuit apoi să se retragă de la Dubienka, pe măsură ce rușii au început să-i flancheze pozițiile trecând granița cu Austria din apropiere. Deși polonezii au fost nevoiți să se retragă de pe linia râului Bug, ei nu fuseseră învinși până atunci și se așteptau la o bătălie decisivă sau la bătălii în locații mai favorabile, mai aproape de Varșovia.

### Teatrul de nord
În Marele Ducat al Lituaniei, rușii au trecut granița Uniunii patru zile mai târziu decât în sud, pe 22 mai. Aliatul Poloniei, Regatul Prusiei, și-a rupt alianța cu Polonia, iar comandantul prusac al armatei lituaniene, ducele Württemberg, a trădat cauza polono-lituaniană refuzând să lupte cu rușii. Nu a ajuns niciodată pe linia frontului, s-a prefăcut bolnav la Wołczyn⁠(d) și a emis ordine contradictorii trupelor sale.
Astfel, armata Lituaniei a făcut puține pentru a se opune rușilor care înaintau și s-a retras înainte ca inamicul să înainteze. Minskul a fost abandonat, după câteva lupte, pe 31 mai. Abia după schimbarea comandantului pe 4 iunie, acum sub comanda generalului Józef Judycki⁠(d), armata a încercat să se mobilizeze și să lupte cu rușii. Cu toate acestea, rușii l-au învins pe Judycki în bătălia de la Mir⁠(d) din 11 iunie și au continuat să avanseze prin Marele Ducat. Armata Uniunii s-a retras spre Grodno. La 14 iunie, rușii au luat Wilno, după doar o mică ciocnire cu garnizoana locală; la 19 iunie, Nieświeżul⁠(d) incompetent apărat; și pe 20 iunie, Kaunas, de data aceasta fără nicio opoziție. Judycki, căzut în dizgrație, a fost înlocuit cu Michał Zabiełło pe 23 iunie. Cu toate acestea, de la Mir, nu au mai avut loc ciocniri decisive pe teatrul de nord, deoarece armata poloneză s-a retras în ordine relativă spre Varșovia, după o înfrângere minoră la Zelva⁠(d), ocupând în cele din urmă poziții defensive de-a lungul râului Bug lângă Brest. Rușii au luat Grodno pe 5 iulie și Białystok pe 17 iulie. Pe 23 iulie, rușii au luat Brestul, învingând garnizoana locală, dar pe 24 au fost înfrânți lângă Krzemień-Wieś⁠(d); această ultimă bătălie a fost prima victorie semnificativă a Uniunii pe frontul de nord.

### Sfârșitul războiului
În timp ce prințul Poniatowski și Kościuszko considerau că rezultatul războiului este încă deschis și plănuiau să folosească forțele combinate polono-lituaniene pentru a învinge forțele ruse încă divizate, regele Poniatowski, cu acordul Gardienilor Legilor⁠(d) (cabinetul miniștri) a decis să ceară încetarea focului. Țarina Ecaterina i-a cerut regelui Poniatowski să se alăture facțiunii aristocratice pro-ruse, Confederația de la Targowica; cu cabinetului divizat pe această temă, el a cedat cererii ei în 22–23 iulie, ceea ce l-a forțat efectiv pe prințul Poniatowski să pună capăt rezistenței militare. Ultima confruntare militară a războiului a avut loc pe 26 iulie la Markuszów⁠(d) în provincia Lublin, unde un atac inamic a fost respins de cavaleria poloneză condusă de Poniatowski.
În momentul în care regele Poniatowski a decis să ceară pace, armata poloneză era încă într-o stare bună de luptă, fără a suferi vreo înfrângere majoră și nu îi lipseau proviziile. Regele Poniatowski credea că, din cauza superiorității numerice ruse, înfrângerea era totuși iminentă și se putea obține mai mult prin negocieri cu rușii, cu care spera să se formeze o nouă alianță. Deși evenimentele ulterioare aveau să demonstreze că se înșeală, întrebarea dacă se putea prevedea aceasta și preveni prin continuarea rezistenței militare a rămas subiect de dezbatere între istorici.
Armata poloneză a fost în general nemulțumită de încetarea focului; Kościuszko, prințul Poniatowski și mulți alții aveau să critice decizia Regelui și mulți, inclusiv Kościuszko, au demisionat în săptămânile care au urmat. Prințul Poniatowski chiar s-a gândit să se răzvrătească împotriva ordinelor unchiului său și a dat ordine ca regele să fie adus în tabăra armatei, dacă era necesar, așa cum cerea facțiunea mai radicală. În cele din urmă, a decis să nu continue lupta împotriva voinței unchiului său, iar ordinul a fost anulat în ultimul moment înainte de plecarea grupului însărcinat cu capturarea regelui.

## Urmări
Majoritatea istoricilor polonezi sunt de acord că capitularea poloneză a fost o greșeală atât din punct de vedere militar, cât și politic. În domeniul militar, polonezii aveau șanse rezonabile să apere linia fluviului Vistula și să epuizeze forțele invadatoare rusești. Din perspectivă politică, demonstrarea dispoziției de a lupta ar fi putut convinge puterile dornice să divizeze țara că planul lor era prea costisitor.
Speranțele regelui Poniatowski că capitularea ar permite găsirea unei soluții diplomatice acceptabile s-au spulberat în curând. Cu noi deputați mituiți sau intimidați de trupele ruse, o nouă sesiune a parlamentului, cunoscută sub numele de Sejmul de la Grodno⁠(d), a avut loc în toamna anului 1793. La 23 noiembrie 1793, el și-a încheiat deliberările sub constrângere, anulând constituția și acceptând a doua divizare a țării. Rusia a luat 250.000 km² din teritoriul Uniunii, în timp ce Prusia a ocupat 58.000 km². Acest eveniment a redus populația Poloniei la o treime din ceea ce era înainte de prima împărțire. Statul-rămășiță a fost ocupat de trupe rusești, iar independența lui a fost drastic redusă.
Acest rezultat a fost o surpriză pentru majoritatea confederaților de la Targowica, care doreau doar să restabilească status quo ante bellum (Libertățile de Aur care favorizau magnații Uniunii⁠(d)) și se așteptau ca Ecaterina doar sa răstoarne Constituția din 3 mai pentru a atinge acest obiectiv și nimic mai mult. Ultima încercare de a restabili Uniunea reformată a fost Răscoala lui Kościuszko din 1794. Revolta a eșuat și a dus la a treia împărțire⁠(d) în 1795, în care țara și-a pierdut toate teritoriile rămase și Uniunea Polono-Lituaniană a încetat să mai existe.